# Griffiths experiment

Griffiths experiment upptäcker "transformationsprincipen" hos pneumokocker.

Griffiths experiment, som utfördes 1928 av Frederick Griffith, var ett av de första experimenten som föreslog att bakterier har möjlighet att överföra genetisk information genom en process som kallas transformation.
Griffith används två stammar av pneumokocker (som infekterar möss), en typ III-S (glatt) och typ II-R (rå) stam. III-S-stammen täcker sig själv med en polysackaridkapsel som skyddar den från värdens immunförsvar, vilket leder till värddjurets död, medan II-R-stammen inte har denna skyddande kapsel och besegras av värdens immunförsvar.